# Bayron Piedra
Bayron Efrén Piedra Avilés (* 19. August 1982 in Cuenca) ist ein ecuadorianischer Leichtathlet, der sich auf den Langstreckenlauf spezialisiert hat und zu Beginn seiner Karriere im Mittelstreckenlauf erfolgreich war. Mit acht Titeln bei Südamerikameisterschaften sowie zahlreichen weiteren Medaillen bei kontinentalen Meisterschaften zählt er zu den erfolgreichsten ecuadorianischen Leichtathleten aller Zeiten.

## Sportliche Laufbahn
Erste internationale Erfahrungen sammelte Bayron Piedra im Jahr 1999, als er bei den Juniorensüdamerikameisterschaften in Concepción in 4:07,61 min den neunten Platz im 1500-Meter-Lauf belegte und über 3000 Meter Hindernis in 10:18,94 min Rang acht erreichte. Bei den Crosslauf-Weltmeisterschaften 2000 in Vilamoura gelangte er nach 26:09 min auf Rang 87 im U20-Rennen. Anschließend gewann er bei den Juniorensüdamerikameisterschaften in São Leopoldo in 3:54,70 min die Silbermedaille über 1500 Meter und wurde in 9:41,06 min Sechster im Hindernislauf. 2001 klassierte er sich bei den Südamerikameisterschaften in Manaus mit 3:52,42 min auf dem sechsten Platz über 1500 Meter und erreichte auch nach 15:38,71 min Rang sechs im 5000-Meter-Lauf. Zudem belegte er mit der brasilianischen 4-mal-400-Meter-Staffel in 3:18,52 min den vierten Platz. Anschließend gewann er bei den Juniorensüdamerikameisterschaften in Santa Fe in 3:52,91 min die Bronzemedaille über 1500 Meter und wurde in 3:18,07 min Fünfter in der 4-mal-400-Meter-Staffel. Kurz darauf gelangte er bei den Panamerikanischen Juniorenmeisterschaften ebendort mit 3:57,21 min auf den fünften Platz über 1500 Meter. Im Jahr darauf klassierte er sich bei den Ibero-Amerikanischen Meisterschaften in Guatemala-Stadt mit 3:58,01 min auf dem achten Platz über 1500 Meter.
2003 belegte er bei den Südamerikameisterschaften in Barquisimeto in 1:49,25 min den fünften Platz im 800-Meter-Lauf und erreichte nach 3:43,86 min Rang vier über 1500 Meter. Anschließend startete er über 1500 Meter bei den Panamerikanischen Spielen in Santo Domingo und lief dort nach 3:52,20 min auf Rang acht ein. Dann nahm er an der Sommer-Universiade im südkoreanischen Daegu teil und konnte dort seinen Vorlauf über 1500 Meter nicht beenden. Im Jahr darauf siegte er bei den Crosslauf-Südamerikameisterschaften in Macaé im Langrennen und gewann im Kurzrennen die Silbermedaille und anschließend wurde er bei den Crosslauf-Weltmeisterschaften 2003 in Brüssel in 12:32 min 63. im Kurzrennen und kam im Langrennen nicht ins Ziel. Bei den erstmals ausgetragenen U23-Südamerikameisterschaften in Barquisimeto siegte er in 1:47,43 min über 800 Meter sowie in 3:46,37 min auch im 1500-Meter-Lauf. Bei den Ibero-Amerikanischen Meisterschaften in Huelva belegte er in 3:40,88 min den vierten Platz über 1500 Meter und wurde in 8:08,58 min Sechster im 3000-Meter-Lauf. Anschließend nahm er über 800 Meter an den Olympischen Spielen in Athen teil und schied dort mit 1:48,42 min in der ersten Runde aus. 2005 siegte er in 14:12,24 min über 5000 Meter bei den Südamerikameisterschaften in Cali und gewann in 3:41,90 min die Silbermedaille über 1500 Meter hinter dem Brasilianer Fabiano Peçanha. Daraufhin siegte er bei den Juegos Bolivarianos in Armenia mit neuem Spielerekord von 3:44,62 min über 1500 Meter. Bei den Crosslauf-Südamerikameisterschaften 2006 gewann er die Bronzemedaille und anschließend gewann er bei den Südamerikameisterschaften in Tunja in 15:00,00 min die Silbermedaille über 5000 Meter hinter dem Peruaner Juan Diego Contreras und über 1500 Meter gewann er in 3:54,48 min die Bronzemedaille über 1500 Meter hinter dem Brasilianer Hudson de Souza und Freddy Espinoza aus Kolumbien. Im November siegte er dann in 1:04:59 h beim Quito-Halbmarathon.
2007 siegte er in 3:42,53 min über 1500 Meter bei den Südamerikameisterschaften in São Paulo und belegte in 14:15,48 min den fünften Platz über 5000 Meter. Anschließend gewann er bei den Panamerikanischen Spielen in Rio de Janeiro in 3:37,88 min die Bronzemedaille über 1500 Meter hinter dem Brasilianer Hudson de Souza und Juan Luis Barrios aus Mexiko. Zudem schied er über 800 Meter mit 1:48,56 min im Vorlauf aus. Daraufhin kam er bei den Weltmeisterschaften in Osaka mit 3:45,59 min nicht über die Vorrunde über 1500 Meter hinaus, siegte dann aber in 2:20:56 h beim Guayaquil-Marathon. Im Jahr darauf siegte er in 7:54,69 min über 3000 Meter bei den Ibero-Amerikanischen Meisterschaften in Iquique und stellte damit einen neuen Landesrekord auf und gewann über 1500 Meter in 3:42,65 min die Silbermedaille hinter dem Brasilianer Fabiano Peçanha. Mitte August startete er über 1500 Meter erneut bei den Olympischen Spielen in Peking und kam dort mit 3:45,57 min erneut nicht über die Vorrunde hinaus. Anschließend siegte er nach 2:20:42 h erneut beim Guayaquil-Halbmarathon. Im Jahr darauf verteidigte er bei den Südamerikameisterschaften in Lima mit 3:41,81 min seinen Titel über 1500 Meter und siegte in 13:56,93 min auch im 5000-Meter-Lauf. Anschließend nahm er erneut an den Studentenweltspielen in Belgrad teil und gewann dort in 14:07,11 min die Silbermedaille über 5000 Meter hinter dem Türken Halil Akkaş und erreichte nach 3:50,11 min Rang 13 über 1500 Meter. Daraufhin scheiterte er bei den Weltmeisterschaften in Berlin mit 3:49,60 min im Vorlauf über 1500 Meter und siegte dann bei den Juegos Bolivarianos in Sucre über 1500, 5000 und 10.000 Meter. 2010 siegte er in 1:05:08 h beim Halbmarathon in Asunción und belegte beim Continentalcup in Split in 7:55,52 min Dritter im 3000-Meter-Lauf hinter dem US-Amerikaner Bernard Lagat und Moses Ndiema Kipsiro aus Uganda.
2011 startete Bayron im 10.000-Meter-Lauf bei den Weltmeisterschaften in Daegu, konnte dort aber sein Rennen nicht beenden. Anschließend gewann er bei den Panamerikanischen Spielen in Guadalajara in 3:43,45 min die Silbermedaille im 1500-Meter-Lauf hinter dem Brasilianer Leandro de Oliveira und auch über 5000 Meter sicherte er sich in 14:15,74 min die Silbermedaille hinter dem Mexikaner Juan Luis Barrios. Sein Rennen über 10.000 Meter konnte er dann aber auch dort nicht beenden. Im Jahr darauf startete er über 10.000 Meter bei den Olympischen Spielen in London und kam dort nicht ins Ziel. 2013 siegte er in 14:15,35 min über 5000 Meter bei den Südamerikameisterschaften in Cartagena und gewann dann bei den Juegos Bolivarianos in Trujillo in 29:01,64 min die Silbermedaille über 10.000 Meter hinter dem Chilenen Leslie Encina. Im Jahr darauf nahm er an den Südamerikaspielen in Santiago de Chile teil und siegte dort in 28:48,31 min über 10.000 Meter und belegte in 14:15,49 min den fünften Platz über 5000 Meter. Anschließend siegte er in 1:09:24 h bei den Halbmarathon-Südamerikameisterschaften in Asunción und siegte dann in 13:50,20 min über 5000 Meter bei den Ibero-Amerikanischen Meisterschaften in São Paulo und gewann in 7:59,55 min die Silbermedaille im 3000-Meter-Lauf hinter Juan Luis Barrios aus Mexiko.
Bei den Crosslauf-Weltmeisterschaften 2015 in Guiyang erreichte er nach 38:25 min Rang 54 und wurde beim Marathon in Torreón nach 2:14:39 h Zweiter. Im Juni siegte er dann in 28:30,80 min im 10.000-Meter-Lauf bei den Südamerikameisterschaften in Lima und gewann in 14:08,84 min die Bronzemedaille über 5000 Meter hinter dem Chilenen Víctor Aravena und Federico Bruno aus Argentinien. Daraufhin klassierte er sich bei den Panamerikanischen Spielen in Toronto mit 14:04,20 min auf dem zehnten Platz über 5000 Meter und erreichte nach 30:16,02 min Rang sechs über 10.000 Meter. Im Jahr darauf startete er im Marathonlauf bei den Olympischen Spielen in Rio de Janeiro und gelangte dort nach 2:14:!2 h auf Rang 18. 2017 vereidigte er bei den Südamerikameisterschaften in Luque mit 29:03,73 min seinen Titel über 10.000 Meter und klassierte sich dann bei den Weltmeisterschaften in London nach 28:50,72 min auf dem 21. Platz. Bei den Halbmarathon-Weltmeisterschaften 2018 in Valencia lief er nach 1:03:29 h auf dem 59. Platz ein und anschließend nahm er erneut an den Südamerikaspielen in Cochabamba teil und siegte dort in 14:32,47 min erneut über 5000 Meter und gewann in 30:51,74 min die Bronzemedaille hinter dem Kolumbianer Iván Darío González und Jorge César Fernández aus Bolivien. 2019 siegte er in 28:48,13 min ein weiteres Mal über 10.000 Meter bei den Südamerikameisterschaften in Lima und bei den Halbmarathon-Weltmeisterschaften 2020 in Gdynia gelangte er nach 1:06:45 h auf Rang 109.
2005 wurde Bayron ecuadorianischer Meister im 1500-Meter-Lauf sowie 2007 über 5000 Meter.

## Persönliche Bestleistungen
- 800 Meter: 1:46,55 min, 25. Mai 2008 in Belém (ecuadorianischer Rekord)
- 1500 Meter: 3:37,88 min, 25. Juli 2007 in Rio de Janeiro (ecuadorianischer Rekord)
- 3000 Meter: 7:47,06 min, 19. Mai 2010 in Belém (ecuadorianischer Rekord)
- 5000 Meter: 13:23,72 min, 21. Juli 2012 in Ninove (ecuadorianischer Rekord)
- 10.000 Meter: 27:32,59 min, 1. Mai 2011 in Palo Alto (ecuadorianischer Rekord)
- Halbmarathon: 1:02:35 h, 20. März 2016 in New York City
- Marathon: 2:14:12 h, 21. August 2016 in Rio de Janeiro